# Coptobasis
Coptobasis é um gênero de mariposa pertencente à família Crambidae.